# Wadżda
Wadżda (arab. وجدة, Waǧda; marok. arab. Wežda; fr. Oujda) – miasto w północno-wschodnim Maroku, w pobliżu granicy z Algierią, na północnym stoku Atlasu Tellskiego, siedziba Regionu Wschodniego. W 2024 roku liczyło ok. 506 tys. mieszkańców. Ośrodek przemysłu spożywczego, chemicznego, metalurgicznego, cementowego i drzewnego. Węzeł drogowy, międzynarodowy port lotniczy. Muzeum etnograficzne, wielki meczet z XII wieku.

## Historia
Wadżda została założona w X wieku przez Berberów. Na przestrzeni wieków była przedmiotem licznych sporów terytorialnych i przechodziła pod panowanie wielu mocarstw i dynastii. W XIII i XIV wieku była okupowana przez Abdalwadydów z Tilimsanu, a od 1727 roku do początków XIX wieku jako jedyne miasto współczesnego Maroka znajdowała się pod panowaniem Turcji osmańskiej. Na przełomie XIX i XX wieku miasto było dwukrotnie zdobywane przez Francuzów – po raz ostatni w 1912 roku, kiedy na stałe przyłączono je do francuskiego protektoratu. W późniejszych latach, ze względu na odległość od władz w Rabacie i bliskość algierskiej granicy Wadżda cieszyła się opinią miasta niespokojnego i dysydenckiego – na początku lat 60. doszło tu nawet do wojny przygranicznej, a w latach 80. przez miasto przetoczyła się fala strajków studenckich. Krótkotrwały rozkwit miasta nastąpił po przywróceniu przez Maroko stosunków dyplomatycznych i otwarciu granicy z Algierią w 1988 roku, jednak wymianę handlową i kulturową skutecznie zatrzymało ponowne zamknięcie granicy po wybuchu wojny domowej w Algierii.

## Demografia
Zmiany liczby mieszkańców na przestrzeni lat:
- 676 000 (1994)
- 434 000 (2004)
- 494 252 (2014)

## Współpraca
Miejscowości partnerskie:
- Aix-en-Provence, Francja
- Dżudda, Arabia Saudyjska
- Jouy-le-Moutier, Francja
- Lille, Francja
- Molenbeek-Saint-Jean, Belgia
- Oran, Algieria
- Sevran, Francja
- Syrta, Libia
- Trowbridge, Wielka Brytania